# Mimosa oligacantha
Mimosa oligacantha är en ärtväxtart som beskrevs av Dc. Mimosa oligacantha ingår i släktet mimosor, och familjen ärtväxter. Inga underarter finns listade i Catalogue of Life.